# СК-4 (самолёт)
СК-4 (Сергей Королёв - четвёртый) — опытный самолёт конструкции С. П. Королёва.

## Конструкция

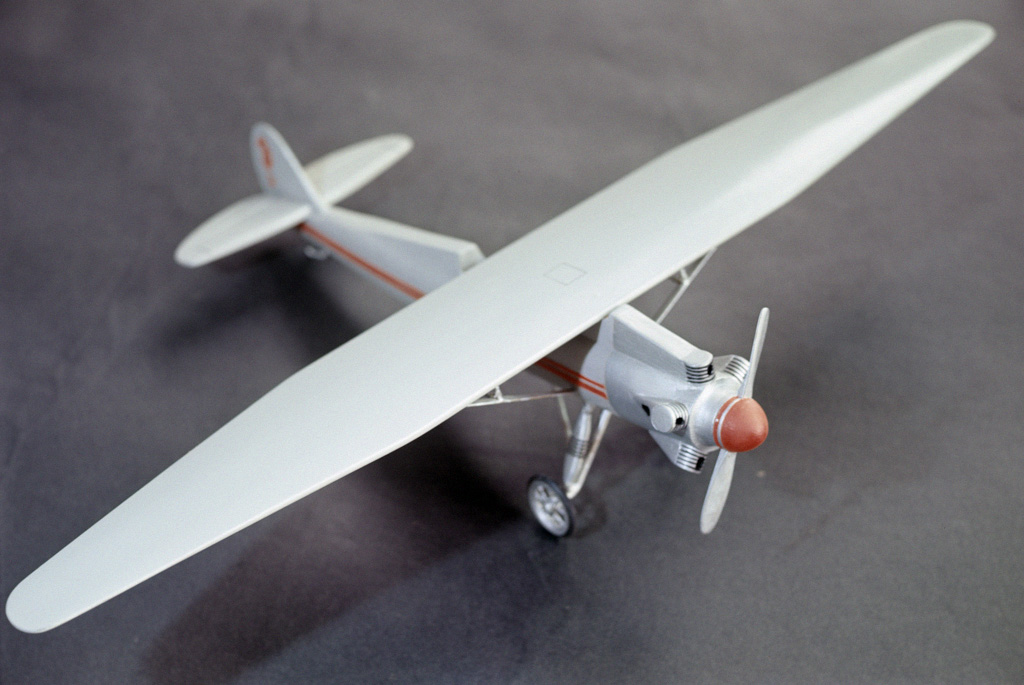
Масштабная модель СК-4

Самолёт отличался крылом большого удлинения, внешне напоминающим крыло планёра. Главной целью конструктора было добиться высокой весовой отдачи и большой продолжительности полёта при максимальной простоте конструкции. Испытания, которые проходили в 1930 году на Центральном аэродроме в Москве, показали хорошие результаты. Самолёт мог совершать беспосадочный полёт в течение 12 часов. Первый полёт и испытания проводил лётчик-испытатель Д. А. Кошиц.
Самолёт представлял собой двухместный подкосный высокоплан деревянной конструкции с полотняной обшивкой, двухлонжеронным крылом большого удлинения (удлинение 8,17). Стойки и подкосы были выполнены из стальных и дюралевых труб. Двигатель имел мощность 60 л. с.

## Основные характеристики
- Экипаж: 2 чел
- Длина: 7,15
- Высота: 1,88
- Размах крыльев: 12,2
- Площадь крыльев: 15,36 м²;
- Взлётная масса:
- Двигатель: 1 × 60 л. с
- Максимальная скорость: 160 км/ч
- Продолжительность полёта: 12 часов
- Дальность полёта:
- Практический потолок: 4000 м.